# Sinuolinea shandongensis
Sinuolinea shandongensis is een microscopische parasiet uit de familie Sinuolineidae. Sinuolinea shandongensis werd in 2003 beschreven door Zhao & Song. 